# Feniletanolamina N-metiltransferasa
La feniletanolamina N-metiltransferasa (o PNMT del inglés: phenylethanolamine N-methyltransferase) es una enzima encontrada en la médula suprarrenal que convierte la norepinefrina (noradrenalina) en epinefrina (adrenalina).
La PNMT es positivamente influenciada por el cortisol, que es producido en la corteza suprarrenal.
El S-adenosil-L-metionina ('SAM') es requerido como cofactor.

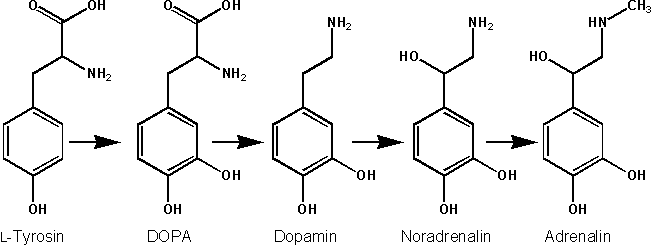
La PNMT convierte el último paso la síntesis de epinefrina